# 耶律喜罗
耶律喜罗（？—？），辽朝契丹人，辽朝宗室。
耶律喜罗在辽圣宗时担任监门卫上将军。监门卫属于十六卫之一。统和十六年（998年）二月丙午，辽圣宗任命监门卫上将军耶律喜罗为中台省左相。中台省是渤海国的中枢机构，仿造唐朝中书省设立，辽国灭掉渤海国後，沿置中台省管理渤海人事务。中台省左相就是中台省的负责人。